# Ocoelophora maculifera
Ocoelophora maculifera är en fjärilsart som beskrevs av W. Warren 1896. Ocoelophora maculifera ingår i släktet Ocoelophora och familjen mätare. Inga underarter finns listade i Catalogue of Life.